# 31020 Skarupa
31020 Skarupa è un asteroide della fascia principale. Scoperto nel 1996, presenta un'orbita caratterizzata da un semiasse maggiore pari a 3,9814415 UA e da un'eccentricità di 0,1197630, inclinata di 3,47247° rispetto all'eclittica.